# Ernst Heinrich Mylius
Ernst Heinrich Mylius, auch Edler Ernst Heinrich von Mylius von Ehrengreif (* 14. Oktober 1716 in Leipzig; † 25. Januar 1781 in Stuttgart) war ein deutscher Rechtswissenschaftler und württembergischer Politiker.

## Leben
Ernst Heinrich Mylius war der Sohn von Gustav Heinrich Mylius (1684–1765). Er wurde 1730 als Alumnus in die sächsische Fürstenschule zu Meißen aufgenommen und bezog 1734 als Rechtskandidat die Universität Leipzig. 1737 setzte er seine Studien an der Universität Wittenberg fort, wo er bei Gottfried Ludwig Mencke dem Älteren wohnte und neben dessen Vorträgen jene des Augustin Leyser hörte. Zurückgekehrt nach Leipzig, wurde er Ostern 1738 als Baccalaurus an die juristische Fakultät aufgenommen und promovierte am 2. April 1739 zum Doktor der Rechtswissenschaften. Nachdem er sich intensiv am Vorlesebetrieb der Alma Mater beteiligt hatte, ging er 1741 als Lehrer von drei württembergischen Prinzen nach Berlin, die er im Staatsrecht ausbildete.
Da er während jener Ausbildung einen großen Eindruck auf seinen Zögling Carl Eugen von Württemberg ausgeübt hatte, berief ihn dieser zu seinem Amtsantritt 1744 nach Stuttgart an den Hof als Regierungsrat.
Nach und nach erlangte er am württembergischen Hof die höchsten Ämter, wurde 1745 gelehrter Beisitzer des Hofgerichtes in Tübingen, auch Kriegsrat, Regierungsdeputierter beim Oberhofmarschall und Wittumsrat der Herzogin Witwe. 1759 erhielt das angesehene Amt eines Direktorialgesandten bei den Schwäbischen Kreiskonventen, 1771 wurde er Geheimrat und wurde 1768 vom Kaiser Joseph II. mit dem Beinamen Edler „von Ehrengreiff“ in den erblichen Reichsritter- und Adelsstand erhoben.
Verheiratet war Mylius mit Benedikta Elisabetha, Tochter des Hofkammer-Expeditionesrates und Stuttgarter Bürgermeisters Egidius Böhm (* 1. Februar 1685; † 11. Dezember 1758) und dessen erster Ehefrau Anna Barbara (1682–1716), der Tochter des Wolfgang Ludwig Stytzle, mit der er eine umfangreiche Nachkommenschaft zeugte.

## Schriften
- Epistola, an is, qui alimenta viro praestitit, ad huno sepeliendum sit obligatus? Wittenberg 1737
- Diss. (Praes. Leonh, Lud. Menckenio) de iure protimiseos, domino directo in qua vis feudorum alienatione, secund urn ius Saxonicum, competente. Wittenberg 1738
- Diss. inaug. de citatione Vasalli et simultanee investiti Saxonici, eiusque infinuatione. Leipzig 1739
- Diss. de felonia ante praestitum fidelitatis iuramentum commissa. Leipzig 1739
- Diss. Specimen primum de remedio L. 2 C. de rescind. vend, in locatione conductione. Leipzig 1740
- Progr. de sententia, furioso in terrorem dictanda. Leipzig 1740
- Diss. Specimen fecundum de remissione mercedis propter sterilitatem in praediis urban is. Leipzig 1740
- Diss. de dispositionis Vasalli inter liberos recte facienda interpretation, potissimum de feud o foeminino. Leipzig 1740
- Diss. Specimen tertium de remiflione mercedis propter fte-rilitatem in praediis rufticis. Leipzig 1740
- Diss. de poena indignationis eiusque effectu. Leipzig 1741
- Diss. de fictione quasi contractuum in iure Germanico otiosa. Leipzig 1741